# Tennessee Wing Civil Air Patrol
A Tennessee Wing Civil Air Patrol (TNWG) é uma das 52 "alas" (50 estados, Porto Rico e Washington, D.C.) da "Civil Air Patrol" (a força auxiliar oficial da Força Aérea dos Estados Unidos) no Estado do Tennessee. A sede da Tennessee Wing está localizada em Alcoa, Tennessee. A Tennessee Wing consiste em mais de 1.000 cadetes e membros adultos distribuídos em 36 locais espalhados por todo o Estado.
A ala da Tennessee é membro da Região Sudeste da CAP juntamente com as alas dos seguintes Estados: Arizona, Florida, Georgia, Mississippi e Puerto Rico.

## Missão
A Civil Air Patrol (CAP) tem três missões: fornecer serviços de emergência; oferecer programas de cadetes para jovens; e fornecer educação aeroespacial para membros da CAP e para o público em geral.

## Serviços de emergência
A CAP fornece ativamente serviços de emergência, incluindo operações de busca e salvamento e gestão de emergência, bem como auxilia na prestação de ajuda humanitária.
A CAP também fornece apoio à Força Aérea por meio da realização de transporte leve, suporte de comunicações e levantamentos de rotas de baixa altitude. A Civil Air Patrol também pode oferecer apoio a missões de combate às drogas.
Em abril de 2020, membros da Tennessee Wing foram ativados para ajudar o Exército de Salvação e a "Tennessee Emergency Management Agency" na distribuição de refeições para campos de desabrigados em toda a área de Nashville como parte da resposta do Tennessee à pandemia COVID-19.

## Programas de cadetes
A CAP oferece programas de cadetes para jovens de 12 a 21 anos, que incluem educação aeroespacial, treinamento de liderança, preparo físico e liderança moral para cadetes.

## Educação Aeroespacial
A CAP oferece educação aeroespacial para membros do CAP e para o público em geral. Cumprir o componente de educação da missão geral da CAP inclui treinar seus membros, oferecer workshops para jovens em todo o país por meio de escolas e fornecer educação por meio de eventos públicos de aviação.

## Organização

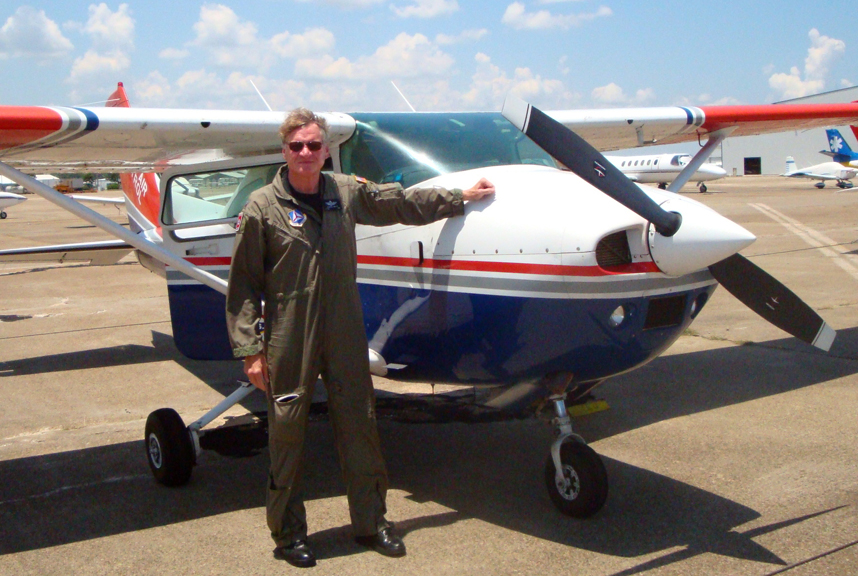
Charlie Smith, um engenheiro sênior da ATA e piloto de missão da Tennessee Wing, posa ao lado do Cessna 182 que voou em apoio à missão "Deep Water Horizon" de Mobile, Alabama.

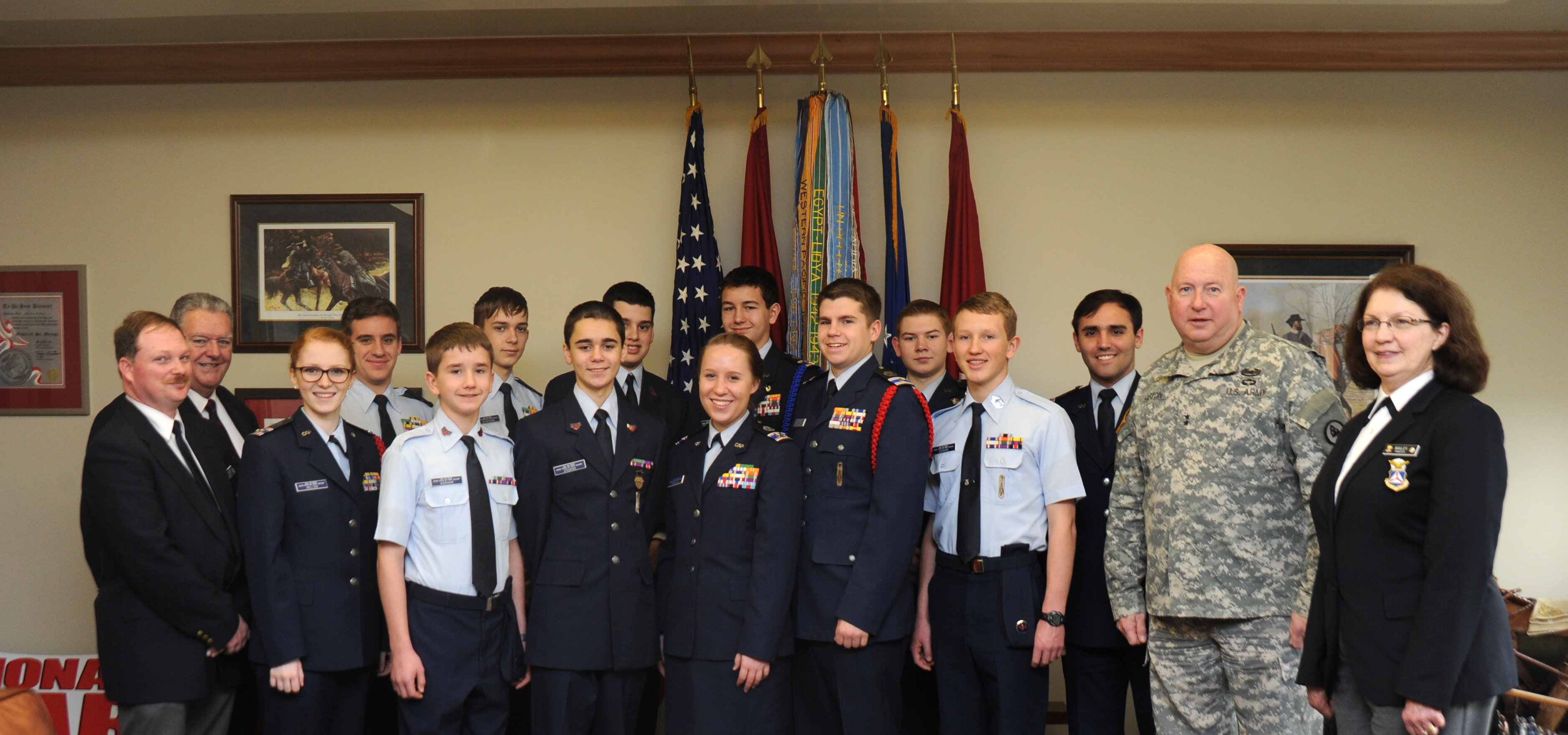
Cadetes e membros seniores da Tennessee Wing tiveram a chance de sentar e conversar com o major-general Haston, ajudante-geral do Departamento Militar do Tennessee.

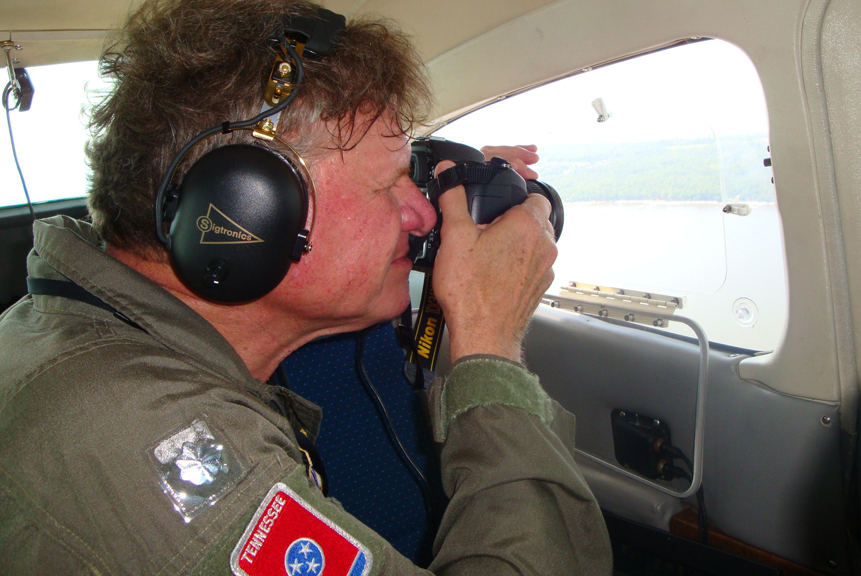
Charlie Smith, um engenheiro sênior da ATA e piloto de missão da Tennessee Wing, prepara uma foto a partir da janela do banco traseiro durante uma missão de vigilância de derramamento de óleo.

| Designação | Nome do Esquadrão                      | Localização        |
| ---------- | -------------------------------------- | ------------------ |
| TN 000     | Tennessee Wing HQ Squadron             | Alcoa              |
| TN 004     | Kingsport Composite Squadron           | Bristol            |
| TN 005     | Smyrna Composite Squadron              | Smyrna             |
| TN 008     | Knoxville Composite Squadron 1         | Powell             |
| TN 014     | Millington Composite Squadron          | Millington         |
| TN 015     | Greeneville Composite Squadron         | Greeneville        |
| TN 019     | Morristown Composite Squadron          | Morristown         |
| TN 036     | Tullahoma Composite Squadron           | Tullahoma          |
| TN 056     | Berry Field Composite Squadron 56      | Nashville          |
| TN 080     | Henry County Composite Squadron        | Cottage Grove      |
| TN 087     | Knoxville Senior Squadron 1            | Kingston           |
| TN 093     | Sevier County Flight                   | Sevierville        |
| TN 119     | Jackson Madison County Senior Squadron | Jackson            |
| TN 120     | Crossville Senior Squadron             | Crossville         |
| TN 133     | Middle Tennessee Senior Squadron       | Ashland City       |
| TN 148     | McGhee-Tyson Composite Squadron        | Knoxville          |
| TN 160     | Sumner County Cadet Squadron 16        | Madison            |
| TN 162     | Murfreesboro Composite Squadron        | Murfreesboro       |
| TN 170     | Oak Ridge Composite Squadron           | Oak Ridge          |
| TN 173     | Cleveland Composite Squadron           | Cleveland          |
| TN 176     | Rhea County Composite Squadron         | Dayton             |
| TN 185     | Music City Composite Squadron          | Nashville          |
| TN 187     | Chattanooga Composite Squadron         | Chattanooga        |
| TN 189     | Lewis County Cadet Squadron            | Hohenwald          |
| TN 191     | Hendersonville Cadet Squadron          | Hendersonville     |
| TN 192     | Choo Choo Senior Squadron              | Chattanooga        |
| TN 193     | Williamson County Cadet Squadron       | Thompson's Station |
| TN 194     | Hardeman County Cadet Squadron         | Rossville          |
| TN 195     | Everett-Stewart Composite Squadron     | Union City         |
| TN 393     | Cumberland Composite Squadron          | Gainesboro         |
| TN 999     | Tennessee Legislative Squadron         | Cleveland          |

## Proteção legal
Os membros da Civil Air Patrol empregados dentro das fronteiras do Tennessee têm a garantia de licença sem vencimento de seu local de trabalho sem "perda de tempo, pagamento não relacionado especificamente a licença, licença regular ou férias ou redução da classificação de eficiência" sempre que forem ativados para serviço ou treinamento, de acordo com o Código TN § 8-33-110 (2016).